# Erich Ribbeck
Erich 'Sir' Ribbeck är en tysk fotbollstränare, född 1937 i Wuppertal.
Erich Ribbeck inledde sin tränarkarriär redan strax innan han avslutade den aktiva spelarkarriären under 1960-talet. Han blev också den yngsta tränaren i Bundesliga i början av 1970-talet. 1978 blev han assisterande förbundskapten till Jupp Derwall och var med vid EM-guldet 1980 och VM-silvret 1982. Han blev senare tränare i bland andra Bayer Leverkusen och FC Bayern München. 

## Tränaruppdrag
- Förbundskapten för Tysklands A-landslag 1998–2000
- Bayer Leverkusen
- FC Bayern München
- Assisterande förbundskapten Tysklands A-landslag 1978–1984
- FC Kaiserslautern
- Eintracht Frankfurt